# Lorraine Open 1988
Il Lorraine Open 1988 è stato un torneo di tennis giocato sul cemento indoor. Si è giocato a Metz in Francia. È stata la 10ª edizione del torneo, che fa parte del Nabisco Grand Prix 1988. Il torneo si è giocato dal 22 al 27 febbraio 1988.

## Campioni

### Singolare maschile
Jonas Svensson ha battuto in finale  Michiel Schapers con il punteggio di 6–2, 6–4

### Doppio maschile
Jaroslav Navrátil /  Tom Nijssen hanno battuto in finale  Rill Baxter /  Nduka Odizor con il punteggio di 6–2, 6–7, 7–6